# Ленинский проспект (станция метро, Москва)
«Ле́нинский проспе́кт» — станция Московского метрополитена на Калужско-Рижской линии. Связана пересадкой с платформой «Площадь Гагарина» Московского центрального кольца. Выходы станции ведут в Гагаринский (ЮЗАО) и Донской (ЮАО) районы. Открыта 13 октября 1962 года в составе участка «Октябрьская» — «Новые Черёмушки». Колонная трёхпролётная станция мелкого заложения с одной островной платформой.

## История и происхождение названия
Станция открыта 13 октября 1962 года в составе участка «Октябрьская» — «Новые Черёмушки», после ввода в эксплуатацию которого в Московском метрополитене стало 65 станций. В проекте станция носила название «Калужская Застава» в честь тогдашнего названия северной части площади Гагарина. Современное название получила по своему расположению вблизи одноимённого проспекта.
В 1991 и 2015 годах станцию предлагалось переименовать в «Гагаринскую», по располагающейся рядом площади Гагарина, переименованной площади Калужской Заставы в апреле 1968 года в память о первом космонавте Ю. А. Гагарине. Также в 1992 году станцию предлагалась переименовать в «Нескучный сад» в честь одноимённого сада.

## Вестибюли и пересадки
Имеется два наземных вестибюля, построенных из железобетонных конструкций и расположенных к северу и к югу от Третьего транспортного кольца, между улицей Вавилова и Ленинским проспектом. Выход — к улице Вавилова, площади Гагарина и Ленинскому проспекту. С 30 октября 2016 года по 25 февраля 2018 года северный вестибюль находился на реконструкции: старый вестибюль был полностью снесён, а на его месте был построен новый, кроме того, замене подверглись эскалаторы (ранее в связи с интеграцией метрополитена и МЦК с 15 июля по 3 сентября 2016 года был закрыт южный вестибюль без замены эскалаторов).
В центре зала расположен третий выход со станции, являющийся переходом на платформу «Площадь Гагарина» Московского центрального кольца. Задел под переход был сооружён при строительстве станции, сам переход был выполнен при сооружении Гагаринского тоннеля в 1999—2001 годах, но заработал только при открытии МЦК в 2016 году. В переходе выполнено ответвление на север для пересадки на перспективную станцию метрополитена, которую планировалось расположить перпендикулярно существующей. В переходе расположен подземный вестибюль с кассами и турникетами, при этом бестурникетная пересадка между метрополитеном и МЦК отсутствует. Пассажиры метрополитена и МЦК могут пересаживаться между линиями с осуществлением билетного контроля, но без дополнительного списывания поездки в течение 90 минут с момента первого прохода, если пассажир сохранил и при пересадке приложил билет, использованный им ранее для входа.

## Станция в цифрах
- Код станции — 100.
- Пикет ПК73+34
- В марте 2002 года пассажиропоток по входу составлял 61 600 человек.
- Таблица времени прохождения первого поезда через станцию[4]:

| По чётным числам                  | Будние дни | Выходные дни |
| По нечётным числам                | Будние дни | Выходные дни |
| В сторону станции «Академическая» | 06:00:00   | 06:02:00     |
| В сторону станции «Академическая» | 06:01:00   | 06:02:00     |
| В сторону станции «Шаболовская»   | 05:42:00   | 05:45:00     |
| В сторону станции «Шаболовская»   | 05:43:00   | 05:41:00     |

## Техническая характеристика
«Ленинский проспект» — колонная станция мелкого заложения (глубина — 16 метров). Сооружена по проекту архитекторов А. Ф. Стрелкова, Н. А. Алёшиной, Ю. В. Вдовина, В. Г. Поликарповой, А. А. Маровой. Всего на станции 80 колонн (шаг колонн — 4 метра).
Станция «Ленинский проспект» сооружена в открытом котловане с откосами, с установкой 20-тонного козлового крана, со сплошным водопонижением глубинными насосами грунтовых вод. Несущие конструкции выполнялись полностью из монолитного железобетона. Впервые в практике Мосметростроя укладка бетона в конструкции велась бетононасосами. Их обслуживала бригада слесарей-монтажников Устинова. Впоследствии этот опыт был использован проходчиком Л. Романовым в Афганистане при возведении обделки Гиндукушского тоннеля. Так как станция «Ленинский проспект» была запроектирована под путями Московской окружной железной дороги, она сооружалась в два приёма. Вначале надо было перекладывать рельсы и переводить движение поездов по ним, а потом возвращать их на прежнее место. Начальником участка на этом объекте был Г. И. Гликин, главным инженером СМУ-5 — П. В. Сахаров.

## Оформление
Колонны отделаны белым и желтоватым мрамором; путевые стены изначально были облицованы светло-бежевой керамической плиткой, которая часто местами осыпалась; путевые стены периодически «латали» в ночные окна. В 2016 году были проведены работы по замене облицовки путевых стен на мрамор, аналогичный цвету плитки. Пол выложен серым и коричневым гранитом. Оригинальностью светового решения и типом перекрытий «Ленинский проспект» отличается от других колонных станций участка.

## Наземный общественный транспорт
На этой станции можно пересесть на следующие маршруты городского пассажирского транспорта:
- Автобусы: м1, м16, е10, е12, 111, 196, 297, 317, 553, н11
- Трамваи: 14, 39

## Фотографии
- Центральный зал
- Название на путевой стене (до реконструкции путевых стен)
- Южный выход
- Посадочная платформа (до реконструкции)
- Северный выход (до реконструкции)
- Переход на платформу «Площадь Гагарина» (до реконструкции)

- Вестибюли
- Южный вестибюль (до реконструкции)
- Южный вестибюль (после реконструкции)
- Северный вестибюль (после реконструкции)